# Robert Matejka

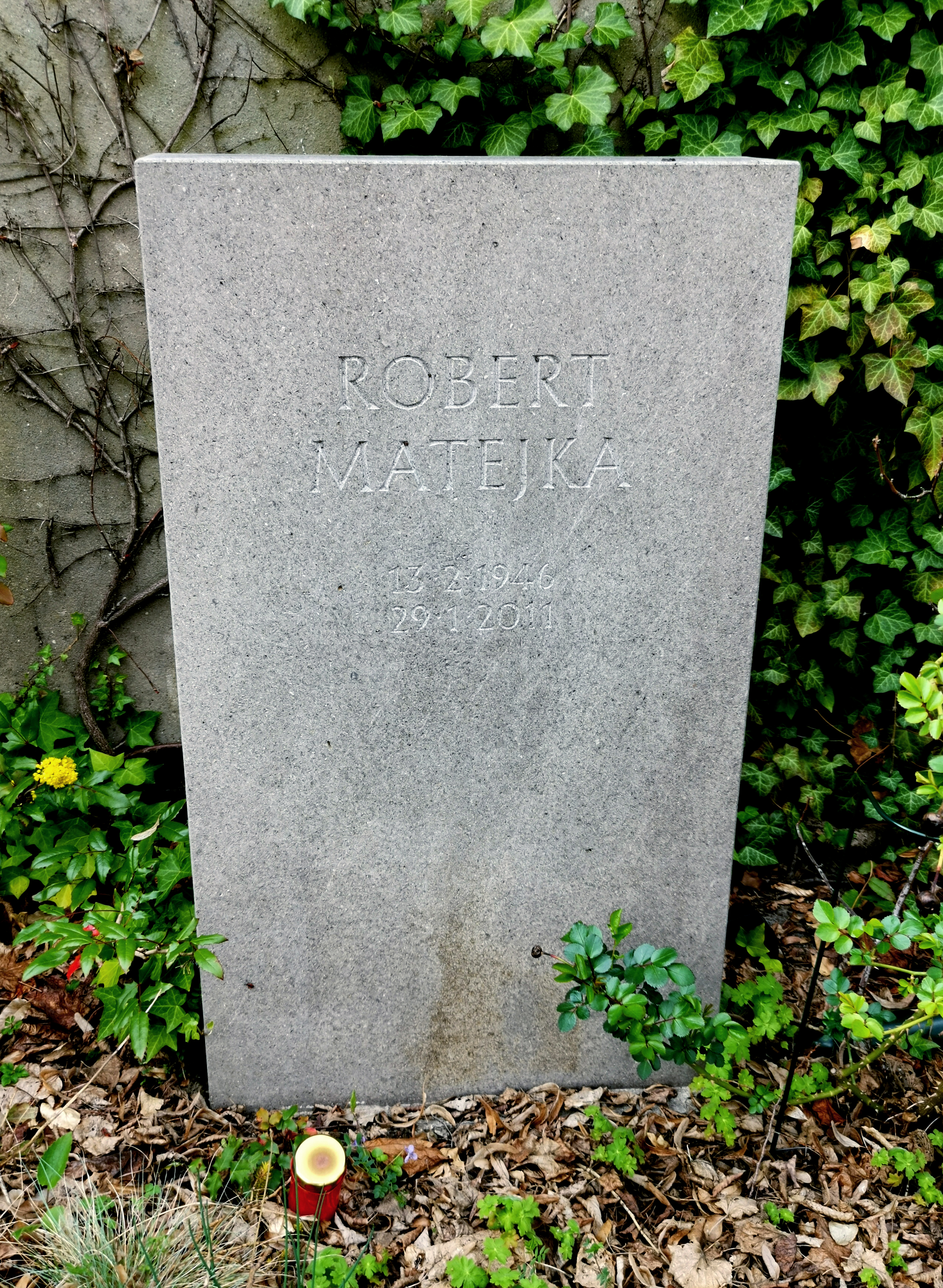
Grab auf dem Friedhof Schöneberg III

Robert Matejka (* 13. Februar 1946 in Orth an der Donau, Österreich; † 29. Januar 2011 in Berlin) war ein österreichischer Hörfunkregisseur.
Matejka kam 1971 zum RIAS. Später war er in der Featureredaktion des Deutschlandradio Kultur tätig.
Mehrmals wurde er mit dem Preis Hörspiel des Monats ausgezeichnet. Seine Produktion des Hörspiels Die Wolfshaut von Hans Lebert wurde Hörspiel des Jahres 2005 in Österreich.
Matejka fand seine letzte Ruhe auf dem Friedhof Schöneberg III in der Stubenrauchstraße in Berlin-Friedenau (Abteilung 26).

## Werke (Regie)
- 1978: Robert Matejka: Hemingway in Pamplona (Hörspiel (Kunstkopf) – RIAS Berlin)
- 1983: Michael Gaida: Triebwerk (Hörspiel (Kunstkopf) – RIAS Berlin)
- 1988: Jürgen Hofmann: Das Panorama (Hörspiel – RIAS Berlin/ORF)
- 1990: Gabriel Josipovici: Nachruf auf L. S. (Hörspiel – RIAS Berlin)
- 1990: Paul Hengge: Ein Pflichtmandat – (Hörspiel – RIAS Berlin)
- 1993–2001: Tausendundeine Nacht. 1. bis 14. Nacht, Regie: (1–12) und Helma Sanders-Brahms (13–14). mit Eva Mattes, Dieter Mann, Ulrich Matthes u. a. Musik: Günter „Baby“ Sommer.  Produktion: RIAS, später: DLR Berlin,  (Der Hörverlag, 2005. ISBN 3-89940-647-8; ausgezeichnet mit dem Corine-Hörbuchpreis 2005.)
- 1994: John B. Keane: The Field (Hörspiel – MDR)
- 1998: Karl Werner Plath und Bernhard Wolf: Die Anstalt zieht um (Hörspiel – MDR)
- 1998: Michael Köhlmeier: Mein privates Glück (Hörspiel – NDR/DLR Berlin/ORF)
- 1999: Joseph Roth: Hiob (Hörspiel – MDR)
- 1999: Andreas Knaup: Erinnern – Vergessen (Kriminalhörspiel – DLR)
- 2002: Elias Canetti: Die Blendung (Hörspiel (2 Teile) – DLR Berlin/BR/ORF)
- 2002: Andreas Knaup:  Genopoly – (Hörspiel – DLR)
- 2003: Karla Krause: Liebe, die um Abschied weiß (Feature – DLR Berlin/BR)
- 2005: Andrzej Stasiuk:  Nacht. Regie, Übersetzer: Olaf Kühl, Mitwirkende: Peter Striebeck, Roman Knižka, Katharina Burowa, Andrzej Stasiuk, Matthias Habich, 63 Minuten (DLR/NDR/SR)
- 2006: Jörg Graser:  Diridari – (Hörspiel – DKultur)

## Auszeichnungen
- 2004: Robert-Geisendörfer-Preis (Regie, Hörfunk: Liebe, die um Abschied weiß)